# Oro-Oro Ombo (Batu)
Oro-Oro Ombo is een bestuurslaag in het regentschap Batu van de provincie Oost-Java, Indonesië. Oro-Oro Ombo telt 9113 inwoners (volkstelling 2010).